# Jageteufelsche Stiftung
Als Jageteufelsche Stiftung wird das durch den Stettiner Bürgermeister Otto Jageteufel  1412 gestiftete Jageteufelsche Kollegium bezeichnet.

## Geschichte
Der kinderlos gebliebene Stifter verfügte in seinem 1399 verfassten Testament die Gründung einer Schule mit Internat, in der 24 arme Knaben Unterkunft, Verpflegung, Kleidung und Bildung erhalten sollten. Diese hatten dafür den Kirchengesang in der Stettiner Marienkirche zu erbringen, mussten aber auch durch öffentliches Singen in den Straßen der Stadt gegen Almosen zu ihrem Unterhalt beitragen.
Das Testament wurde durch den städtischen Syndicus vollstreckt. Der Stiftung stand ein Beamter vor. An der Marienkirche wurde ein Vikariat eingerichtet. Der Vikar war für die Bildung zuständig. Zu den Vorstehern (Provisoren) der Stiftung gehörten Ältermann der Knochenhauer, Bäcker und Schuster Stettins. Erstmals wurde die Stiftung am 18. Mai 1423 urkundlich erwähnt und muss zu dieser Zeit schon mehrere Jahre bestanden haben.
Der erste Sitz des Kollegiums befand sich möglicherweise in einem Haus Otto Jageteufels, das dieser dem Herzog Swantibor III. von Pommern auf Lebenszeit vermacht hatte und das nach Swantibors Tod 1413 an die Stiftung zurückfiel. Durch weitere Vermächtnisse wurde die Schule zu einer wohlhabenden Einrichtung, die auch als für die Stettiner bedeutendes Bankhaus tätig wurde. Im Jahr 1469 übereignete der Ritter Dinnies von der Osten der Stiftung das gegenüber dem Glockenturm der  Marienkirche gelegene Haus mit Hof seines verstorbenen Sohnes in der kleinen Domstraße Nr. 5, in dem das Kollegium ab 1473 ansässig war.
Die finanzielle Lage verschlechterte sich während der Reformation. Kirchen- und Schulvisitation 1535 und 1539 unter Leitung von Johannes Bugenhagen und Paul vom Rode folgten zahlreiche Veränderungen und die Neuordnung der Vermögensverhältnisse. Der Unterricht wurde nach 1550 von der Ratsschule übernommen. Die Tätigkeit der Stiftung wurde im 17. und 18. Jahrhundert kontinuierlich fortgesetzt. Die Belagerungen des zu Schwedisch-Pommern gehörenden Stettins 1677 und 1713 durch Brandenburg-Preußen beeinträchtigten die Finanzen der Stiftung. Nach dem Übergang Stettins an Preußen führte 1740 eine von König Friedrich Wilhelm I. eingesetzte Kommission eine Visitation des Kollegiums durch. Diese ordnete eine Neuregelung der Schul- und Stiftungsordnung an. Ebenso bemühte sie sich, die finanzielle Lage zu verbessern, die besonders durch das Ausbleiben weiterer Stiftungsgelder und Vermächtnisse schwierig geworden war.
Um 1780 war die finanzielle Lage so, dass die Schüler zwar mit Ausnahme einer Aufnahmegebühr kein Wohn- und Schulgeld zu bezahlen brauchten; für ihre Kleidung, Bettwäsche und Lehrmittel im Allgemeinen jedoch selber aufkommen mussten. Es stand auch nur eine begrenzte Anzahl von so genannten Freitischen zur Verfügung, an denen besonders arme Schüler kostenlos verpflegt werden konnten. Die übrigen Schüler mussten selber für ihre Beköstigung Sorge tragen und sich möglichst außerhalb des Kollegs Freitische bei Privatfamilien suchen. Der ehemalige Schüler Christian Friedrich Wutstrack berichtet, er habe im Winter 1779/1780 einmal kein Geld für Bücher und Essen mehr zur Verfügung gehabt und dann, nachdem er bereits drei Tage lang gehungert hatte, bei einer Stettiner  Familie, die bereits Freitische gewährte, nachgefragt, ob er ebenfalls einen Freitisch bekommen könne. Nachdem ihm dieser zugesagt  wurde, habe er aus Dankbarkeit zwei Tage danach  freiwillig gefastet, um der Familie möglichst wenig zur Last zu fallen.
Als 1805 das Stettiner Ratslyzeum mit dem Marienstiftsgymnasium vereinigt wurde, musste das Kollegium Schüler beider Schulen annehmen. Während der Befreiungskriege 1813 bis 1815 ging die Zahl der Schüler bis auf einen zurück. 1816 gehörten dem Kollegium wieder 14 Schüler an. Nach der Teilung der Schule 1869 wurde die Stiftung dem städtischen Gymnasium angegliedert. Ab 1870 mussten Ernennungen von Beamten in der Stiftung durch den Stettiner Magistrat bestätigt werden. 1882 zog das Kollegium in ein neues Gebäude in der Kurfürstenstraße 9 um.
Bis 1919 wurden Schüler des Stadtgymnasiums, die aus armen Familien stammten, in der Anstalt aufgenommen. Die Stiftung bestand bis zur Mitte der 1940er Jahre. Der Verbleib der während des Zweiten Weltkriegs ausgelagerten Stiftungsakten ist bis auf einige erhaltene Fragmente unbekannt.

## Bekannte Schüler
- Bartholomaeus Suawe (1494–1566), erster evangelischer Bischof von Cammin
- Christian Friedrich Wutstrack (1764–1809/13), Pädagoge, Topograph und Schriftsteller.
- Heinrich Bodinus (1814–1884), Direktor der Zoologischen Gärten von Köln und Berlin
- Robert Klempin (1816–1874), Archivar und Historiker

Zahlreiche Absolventen studierten Theologie und arbeiteten als Geistliche in Pommern und Preußen.